# Quinibert Schwahn
Quinibert Schwahn (* 15. Januar 1896 in Mainz; † 16. Mai 1984 ebenda) war von 1949 bis 1961 Erster Beigeordneter bzw. Bürgermeister der Stadt Mainz.

## Leben
Quinibert Schwahn studierte Rechtswissenschaften und Volkswirtschaft an der Albert-Ludwigs-Universität in Freiburg und an der Julius-Maximilians-Universität in Würzburg. Nach dem Wehrdienst 1916–1918 war er ab 1919 Referendar und wurde 1920 promoviert. 1922 begann er als Gerichtsassessor seinen Dienst in der Rechtsabteilung der Stadtverwaltung Mainz. 1923 war er Stadtsyndikus. Er war Mitglied der Zentrumspartei und, da er sich weigerte in die NSDAP einzutreten, wurde er 1934 aus dem Dienst entlassen. Danach arbeitete er bis zum Beginn des Zweiten Weltkriegs als Rechtsanwalt. Nach der Heimkehr vom Kriegsdienst trat er 1945 erneut in den Dienst der Stadt Mainz, wurde zum Oberrechtsrat befördert und zum Fürsorgedezernenten bestellt. Er gehörte 1946 zu den Gründern der CDU Mainz und wurde im selben Jahr ‚Zweiter ehrenamtlicher Beigeordneter‘ der Stadt. 1949 wurde er zum Ersten Beigeordneten gewählt. Dieses Amt – später „Bürgermeister“ genannt –  bekleidete er bis zu seiner Pensionierung 1961. Er leitete im Verlaufe seiner Amtszeit die Dezernate für Soziales, für Finanzen und für Liegenschaften sowie das Rechtsamt. Für seine Verdienste verlieh ihm die Stadt 1976 zu seinem 80. Geburtstag den Ehrenring der Stadt Mainz.